# Borănești
Borănești est une commune du județ de Ialomița en Roumanie.